# Lillian Rogers Parks
Lillian Rogers Parks (née le 1er février 1897 et morte le 6 novembre 1997) est une femme de ménage et couturière américaine ayant notamment travaillé à la Maison-Blanche.
Avec la journaliste Frances Spatz Leighton (en), co-auteur de plusieurs mémoires de la Maison-Blanche, Parks a publié notamment My Thirty Years Backstairs at the White House (1961). Le livre couvre une période de cinquante ans dans la vie du personnel de domestique dans ce lieu de secret. Il rapporte les expériences de Parks en tant que couturière et celles de sa mère, Maggie Rogers (en), qui a été femme de ménage pendant trente ans.
Lillian Rogers Parks a été interprétée par Leslie Uggams dans la mini-série Backstairs at the White House (1979) adapté du livre.
Bon nombre des cadeaux qu'elle a reçus (révélé dans le livre susmentionné) des présidents pendant son séjour là-bas sont devenus plus tard des artefacts et des objets de collection notables associés à l'histoire présidentielle, se retrouvant finalement dans la collection privée de Raleigh DeGeer Amyx (en).
Elle a également publié It was Fun Working at the White House (1969) et The Roosevelts: A Family in Turmoil (1981), toujours en collaboration avec Frances Spatz Leighton.